# Smicromyrme opistomelas
Smicromyrme opistomelas é uma espécie de insetos himenópteros, mais especificamente de vespas pertencente à família Mutillidae.
A autoridade científica da espécie é Invrea, tendo sido descrita no ano de 1950.
Trata-se de uma espécie presente no território português.